# Théâtre dramatique de Tomsk
Le théâtre régional dramatique de Tomsk (Томский областной драматический театр) est un théâtre situé à Tomsk en Russie.

## Histoire
Ce théâtre a une histoire ancienne à Tomsk, puisqu'il prend son origine en 1850 lorsque le riche entrepreneur et orpailleur Nikolaï Evtikhievitch Filimonov, maire de la ville entre 1840 et 1848, décide de faire construire, en partie sur ses fonds propres et en partie par souscription, le premier théâtre - construit en bois - de la ville. Il est remplacé en 1885 par un édifice de pierre financé par le marchand Korolev; mais il est détruit par un incendie le 20 octobre (2 novembre n. s.) 1905. Cet incendie est dû aux milices des Cent-Noirs opposées au comité du parti social-démocrate des travailleurs qui s'y réunissait.
Après 1905, les représentations théâtrales se tiennent à l'assemblée de Tomsk, ou même à la bibliothèque publique. Différentes troupes d'avant-garde viennent y jouer, ainsi que la troupe de Kalaboukhov et à partir de 1920 le théâtre d'atelier Popov. En novembre 1922, l'on joue dans l'ancien bâtiment de l'assemblée de Tomsk qui devient en 1923 le théâtre de drame et de comédie Lounatcharski.
En août 1941, la troupe du théâtre est évacuée à Kemerovo, tandis que jusqu'en 1944 le premier théâtre de Biélorussie (de Minsk) est évacué  et installé à sa place. Le retour de la troupe a lieu le 30 avril 1945, avec celle du théâtre de front Tchkalov. C'est ainsi que le théâtre de Tomsk reçoit le nom de Tchkalov, jusqu'en 1992. Au début, le théâtre est installé au n° 4 ruelle Nakhanovitch (aujourd'hui c'est le théâtre des jeunes spectateurs de Tomsk) et y demeure jusqu'en 1978, date à laquelle il s'installe dans son édifice actuel.
Le théâtre de Tomsk reçoit le 26 avril 1984 l'ordre du Drapeau rouge du Travail.

## Édifice
L'édifice actuel du théâtre se trouve place Lénine, à l'emplacement où se trouvaient autrefois le marché de produits alimentaires (fermé en 1971)) et les échoppes. Le nouveau théâtre ouvre le 4 février 1978 avec le spectacle Une chute salée «Солёная падь» d'après le roman de Sergueï Zalyguine (traduit en français sous le titre de Tourmente en Sibérie), dans une mise en scène de Felix Grigorian.
Le théâtre possède deux salles: la grande et la petite. Le site en ligne du théâtre existe depuis 2008.